# Marius Redelinghuys
Marius "Manqoba" Redelinghuys là một chính khách Nam Phi và là thành viên của Quốc hội cho Liên minh Dân chủ (DA). Ông lần đầu tiên được bầu vào Quốc hội vào ngày 7 tháng 5 sau cuộc bầu cử quốc gia 2014. Trong một thời gian ngắn, ông cũng là một trong hai Chủ tịch Quốc gia của DA.
Ông cũng là chủ tịch hiện tại của Cộng đồng Mandela Rhodes, một mạng lưới cựu sinh viên cho Học bổng Mandela Rhodes.

## Đầu đời và giáo dục
Redelinghuys sinh năm 1987 tại Middelburg, nơi được gọi là Tỉnh Transvaal. Ông đã trúng tuyển vào năm 2005 tại Hoërskool Brits ở Brits, North West.
Redelinghuys đã nhận được bằng BPolSci (Khoa học chính trị) với sự khác biệt của Đại học Pretoria năm 2008. Ông đã được trao Học bổng Mandela Rhodes năm 2009 để hoàn thành bằng cử nhân nghiên cứu chính trị BA (Hons) của mình, bằng tốt nghiệp.

## Đời tư
Vào tháng 11 năm 2014 Redelinghuys kết hôn với Steven Hussey, một học giả Mandela Rhodes, và hiện đang sống ở Gauteng.